# スクリーントーン

スクリーントーン

スクリーントーンを使ったマンガ表現の例。髪、目、首の影にアミトーンが使われている。

スクリーントーン（Screen-tone）は、イギリスのレトラセット社が生産・販売している、グラフィックデザイン、イラストレーション、漫画などに用いられる画材の商標である。
等間隔に配列された網点やカケアミ、模様柄など用途ごとに様々なパターンが印刷された粘着フィルムを切り抜いて絵に貼りつけ、モノクロ原稿上で色の濃淡や背景・衣服の柄などを表現する。より安価な同種の他社製品が複数発売されており、便宜上それらも含めて「スクリーントーン」もしくは略して「トーン」と呼ばれる。
もともとは新聞紙や建築図に使われたものであるが、日本では1950年代からモノクロ漫画に使用されるようになり、欧米のようにオールカラーの漫画本の伝統が定着しなかったこともあって独自の発達を遂げた。

## 歴史
日本での歴史は、1952年（昭和27年）、当時グラフィックデザイナーとして活動していた関三郎が、アメリカ合衆国のジパトーン（Zip-A-Tone）をヒントにアミトーンを考案したことに始まる。漫画ではなく、自分のグラフィックデザインの仕事に役立てばいいと考えて考案したもので、懇意にしていた京都の印刷会社である東京セロレーベルに制作を依頼した。この最初のトーンは、透明のシートにアミ点を印刷し、マイクロクリスタリンワックスという接着剤を裏面に塗布してあるもので、接着剤の付いている裏側が印刷面であったため、現在のトーンのように柄をカッターなどで削ったりすることはできなかった。
関は同年10月に日本トーンという会社を設立した。当初の使用者はグラフィックデザイナーであったが、1954年（昭和29年）頃、漫画家の永田竹丸が自分の漫画に使用し、これをきっかけとしてまたたく間に漫画業界に広まっていった（永田本人の証言による）。同じ新漫画党に所属していたつのだじろうも、自分が最初にスクリーントーンを使いはじめたと証言している。当初は小さな物しか存在せず、漫画家達は複数枚並べて貼るなどの工夫をしていた。なお、網点などのパターンを使った絵の表現は大正時代からあり、昭和初期から漫画にも使われていたが、これはトーンではなく、印刷所に指定して製版の過程で入れてもらうもので「アミ点」や「地紋」（ぢもん）と呼ばれていた。これらは指定なので細かい注文をすることはできず、その点、手元で加工でき仕上がりの状態を確認できることにトーンの画期性があった。なおアメリカ合衆国ではこれ以前から漫画にもトーンが使われていたという。
日本トーン社はその後、レトラセット社の輸入代理店となり、同社製のインスタントレタリング（シートに文字を転写したもの）を販売。1966年（昭和41年）には、関三郎により新たにレトラセットジャパンが設立され、英レトラセット社のスクリーントーンによく似たシートのレトラトーンやカラートーンの販売などを始めた。柄が表面印刷になったのもこの頃で、これによって削りの技術を使った繊細な表現が可能になり、トーンを緻密に使った日本独自の漫画表現が発達していった。

## 使用法
使用する場合は、原稿の上にトーンフィルムをかぶせ、模様が欲しい部分の形に合わせてカッターナイフで切り取り、台紙からはがし、トーンフィルムの上からトーンヘラやバーニシャー/バーニッシャーと呼ばれる器具でこする事で定着させる。ただし必ずしも器具は必要ではなく、素手でこすり定着させても良い。メーカーや製品によっては、フィルムの粘着力が強く、原稿に軽くかぶせただけで定着してしまうものもあるため、注意が必要である。
貼り付ける際トーンフィルムを直接こすると、印刷されているインクがはがれたり、フィルムが伸びてパターンが崩れるなど、トーンが痛む場合があるため、当て紙（通常はトーンフィルムについている台紙）を用いる必要がある。一度定着したトーンは、ドライヤーなどで熱を加え、糊を軟化させることで容易にはがすことができる。ただし、原稿用紙に糊が残り、その上にはインクが乗りづらく、ホコリなどゴミが付着する原因になるため、再度トーンを貼らない場合は消しゴムや練り消しゴムなどで糊をこすって除去する必要がある。
模様はフィルム表面に印刷されているため、表面のインクのみをカッターの先で削り取る「削り」という手法により、描画したり、グラデーションをかけたりすることも可能。また、砂消しゴムを使って削ることで、カッターナイフとは違う柔らかい感じに仕上げることも出来る。他にもトーンを複数貼りつけることで更に濃くしたり、階調を表現する「重ね貼り」・「パイル」などと呼ばれる手法もある。このとき、並んでいるドットをずらすことでモアレが起きる。モアレは本来歓迎すべきものではないが、逆に効果として利用することもあり、集中線トーンなどではごく一般的な技法である。
トーンの上に更に描画する場合、黒インクやホワイトがはじかれてうまく乗らない場合があるが、その際は軽く消しゴムをかけるか、オリンポス社（2008年〈平成20年〉廃業）製リードパウダーといった撥水性除去剤をはたくときれいに描画できる。

## 種類
多種多様のスクリーントーンが存在し、模様によって便宜的に数種類に分類・呼称されている。各トーンについている連番については各メーカーが独自に決めており、法則もまちまちであるため、番号を見ただけではどういったトーンなのかわからないし、同種のトーンでも番号が全く異なったりする。初心者が混乱に陥る一因でもある。
アミトーン
細かな水玉模様のトーンを一般にアミトーンという。最も基本的なスクリーントーンと言っていい。模様の種類を表すために、点の密度を表す線数（ライン(L)数）と濃度を示すパーセント(%)数が書き込まれており、例えば、60L10%や40L40%などと書かれる。線数とは、1インチあたりの線や点の列数を表す単位で、「ライン/インチ」(line per inch、lpi)を使って表記することもある。濃度とは1インチ四方の黒い印刷部分と余白の面積の比率を言う。60L30%という表記の場合、1インチの幅の中に60個の点があり、1インチ四方中の黒い部分の濃度が30 %になるということを表している。 しかし、同じ線数・濃度のトーンでも、メーカーが違うとわずかな印刷の差異があるために、重ねた際に模様に乱れの生じるモアレを起こすことがある。
また、水玉ではなく正方形のドットで構成されている物もある。
グラデトーン
正確には「グラデーショントーン」であるが、冗長であるためそう呼ばれることは少ない。広義のアミトーンの一種であるが、全面均一な濃度で印刷されているアミトーンとは異なり、濃度が階調的に印刷されている。普通濃度は1つの点の大きさを変えることで変化させており、線数は一定のままである。これは重ね貼りの際、モアレを起こさないためである。様々な濃度や階調の度合い、幅を持つ多種多様のものが存在する。細い幅のものは「帯グラ」「こまグラ」「ちまグラ」などと呼ばれたりもする。
主に金属表現などに用いるが、画面にメリハリを与え、立体感を出す、現実感が出るなど多彩な効果を生むため、作家によって使い方は多岐にわたる。
多線トーン
ライントーン・万線（まんせん）とも呼ぶ。ドットではなく、櫛の歯のように線を規則的に連続して並べて濃淡を表現している物。また多線トーンでかつグラデトーンなものもある。
砂トーン
砂目とも呼ぶ。皮の表現などによく使われる砂トーンは不規則な形の小さなドットがランダムに配置されることで構成される。濃度パーセントのみが記述されており、アミトーンと違い、モアレを起こさない。砂トーンでかつグラデトーンなものもある。
柄トーン
なんらかの小さなカット・イラスト・模様などが連続して印刷されている物を指す。花柄、キラキラした光を表したものなど非常に多くの種類があり、また日々新しい柄トーンが各社から開発されている。と同時に、人気が無いため絶版になり消えていく柄トーンも多く存在している。
CGトーン
イラストや写真などをコンピュータで網点加工するなどして、印刷した物。技術がないと描画するのが難しい、水・雲・夕日などなどを手軽に原稿上に表現できるが、うまく用いないと違和感を生じる原因にもなる。近年では3DCGによって生成した立体物や街並みなどを印刷した物もあり、それらにはバーチャトーンという俗称もある。
背景トーン
複雑な建物や造形物などが印刷されているトーン。また、構図やモチーフのバリエーションに乏しいことに加え、作者自身の画風によっては馴染みにくく画面に違和感を生じることが多い。
時間短縮や技術的に描き慣れない箇所の補助として便利なものだが、初心者にとっては作画技術の鍛錬の放棄にも繋がり得る。
効果トーン
本来作家が自ら描画する、集中線・カケアミ・流線など、漫画表現に用いる効果線を印刷してあるトーン全般を指す。主に人の手によって描かれた物だが、なかにはCGによって描かれた物もあり、これらとCGトーンを明確に区別するのは難しい。
背景トーン同様、便利だがつけペンに習熟する機会を失うことにも繋がり得る。

ホワイトトーン
通常のスクリーントーンは透明なフィルムに黒インクで印刷されているが、これは白インクで印刷された物。既に黒インクで描画された絵の上や、比較的濃い通常のトーンの上に貼って用いる。通常のトーンよりも種類は少ない。
転写トーン(転写パターン)
透明なフィルムに裏面から模様が印刷されており、上からこすった部分のみが原稿に転写されるタイプのもの。インスタントレタリングと同じ原理。転写トーンを直接絵の上にあて、仕上がりイメージより少し大きめにトーンヘラなどでこすって転写、はみ出した部分はホワイト修正するかメンディングテープにくっつけて取り除く。こすった時のタッチ跡がそのまま出せるので複雑な形の影などに有用。「イラストテックス」などという名称で複数の会社から販売されている。かつてのレトラセットからは「インスタンテックス」という名前で同様の物が出ていたため、使用者層によってはこちらの名前の方が浸透している場合もある。
カラートーン
カラーイラストなどに用いる、有色印刷のスクリーントーン。アミトーンなどは存在せず、均一に様々な色が印刷されているのみである。繊細で扱いが難しく、時間経過や光に晒されることでの退色にも弱く、通常トーンで用いられる削りなどの手法も使いづらい。最近ではパソコンによる着彩及びデータ入稿が浸透してきたため、使用している作家は少なくなり、製品自体も市場から姿を消しつつある。漫画業界では伝統的にカラートーンと呼ばれてはいるが、流通市場ではオーバーレイと呼ぶのが普通である。
コピートーン
製品自体の見た目は、厚めで何も印刷されていない透明のスクリーントーンである。コピー機によって印刷可能なフィルムから出来ており、好みの絵や柄などを印刷して、トーンを自作するためのもの。現在のコピー機の印刷品質を考慮して使用する必要がある。

## ブランド（製造各社）
IC SCREEN （株式会社G-Too）
- アイシースクリーン（IC SCREEN）定価528円
- アイシースクリーンユース（IC SCREEN youth）定価385円
- アイシースクリーンプレミアム（IC SCREEN Premium）定価660円

1970年ごろからスクリーンを販売している、いわゆる「老舗」メーカー。印刷精度の高さと、削り、ボカシなどの加工の容易さから、プロ作家の支持を集め、漫画・同人誌製作の最盛期を支えてきた。
約500種類のオーソドックスなラインナップの「アイシースクリーン」と、約230種類でデザインにバリエーションのある「アイシースクリーンユース」と、スクリーンを白と黒の2色で印刷した特殊な「アイシースクリーンプレミアム」がある。ともに印刷精度、長期保存、加工の容易さが重視されていて、品質においては数多くのメーカーがスクリーンを販売するようになった現在でも、高い信頼を集めている。
他、トーン自作用のコピーフィルム、初心者向けにブランド推奨の柄をセレクトした「ビギナーズパック」など、漫画製作に必要な画材全般を製造、販売している。
2019年にJトーンを買い取り、復刻総選挙でユーザーに選ばれた35柄を復刻。
DELETER（エスイー株式会社）
- デリータースクリーン　定価473円
- デリータースクリーンジュニア　定価385円
- テクノスクリーン　定価262円(製造終了)

主なラインアップは「デリータースクリーン」「デリータースクリーンジュニア」「テクノスクリーン」。1987年に「デリータースクリーン」の製造を開始した。柄トーン・CGトーンの拡充に力を注いでいる。価格と品質のバランスが良く、アマチュアからプロまで幅広く使われている。初期製品では糊の質が不適切でベタベタしていたが、やがて改善されている。「テクノスクリーン」は「デリータースクリーン」の廉価版だが、価格差はさほどではない。「ジュニア」は半分のB5サイズ。2007年2月21日より、原油価格高騰の影響から値上げされた。
レトラセット
- スクリーントーン　定価649円
- コミック・スクリーントーン　定価385円

主なラインナップは「スクリーントーン」「コミック・スクリーントーン」シリーズ。1980年代中盤頃までは国内のトーン市場を独占しており、商標である「スクリーントーン」は一般的な名称として扱われるほどになった。しかしアイシーやMAXONを初めとする新規参入企業との品質・価格競争に敗れ、国内販売会社の倒産・撤退劇を繰り返し、かつての勢力を失った。「スクリーントーン」の印刷品質は高いが、廉価版・入門者用の「コミック・スクリーントーン」はそれほど品質は良くない。価格も他社より高めで、特に独占市場を形成していた当時はB4サイズのもので1枚860円にも達することもあった。他社が様々な新柄・CGトーンを投入する中、ラインナップの拡充をあまり行わず、印刷業界の進歩に伴うタチキリの拡張などへの対応も遅れ、ユーザー離れを引き起こした。
MAXON（ホルベイン画材株式会社）
- COMIC PATTERN BIG　定価346円
- COMIC PATTERN　定価231円
- MAXON SCREEN　定価473円

主なラインナップは「コミックパターン」シリーズ。MAXONはホルベイン画材株式会社のブランドで、レトラセットのトーンが独占市場を築いている中に、インクや原稿用紙、そしてトーンなどを含めた総合漫画用品ブランドとして投入されたもの。「コミックパターン」は「スクリーントーン」に比べてはるかに安価で、購入費の捻出に苦しむ作家達にとって救いの手となった。発売初期はフィルムの粘着力が強力で扱いづらく、描画したインクを紙ごとはがしたという事故も聞かれたが、近年では改善された。しかしそれでも、他社より粘着力が強めである。MAXONの売りは「グラデーショントーンが綺麗に再現される」ことで、その理由は「ドットが四角い（スクエアドット）ので密度が濃くなってもドット同士がくっつかない」ためである。
SAMデザイントーン（サム・トレーディング株式会社）
- DESIGN ToNE　定価385円（全種類生産終了）

ラインナップは単に「デザイントーン」と呼ばれることが多い。1994年創業の比較的新しい会社ながら、リーズナブルな価格のトーンを販売しており、認知度が上がってきている。CGを駆使した独特のパターンの制作が目立つ。一部のトーンの柄が、DELETERと重複している。2006年に値下げ。
Jトーン（有限会社ジェイ）
- J-トーン　定価363円（全種類生産終了）

廉価で、かつ手描きものが多いことから、主に少女漫画で使用される。特に大きな花柄の244番は、様々なシーンに対応するため幅広く使われており、目にする機会が多い。2019年アイシー(G-Too)がJトーンを買い取り、復刻総選挙により一部の柄を復刻発売。

オリジナルトーン（赤ブーブー通信社）
- オリジナルトーン　定価200円（全種類生産終了）

同人誌即売会を主催する業務を行っている会社だが、独自にトーンも製造販売していた。2014年8月全種類生産終了。
ラジカルスクリーン（ラジカルアート）
- ラジカルスクリーン　定価308円

TRIART（サンスター文具株式会社）

## ソフトウェア
近年はパソコンの普及によりデジタルによる漫画製作が増えており、デジタル原稿においてスクリーントーン同様のアミ効果や文様パターン、集中線などの表現を行うソフトウェアが制作されている。
- ComicStudio（CELSYS）
- ComicWorks（DELETER）
- アトリエ
- Photoshop（アドビ）など漫画制作専門ではない画像処理用ソフトウェアの中にも、ある程度のスクリーントーン的な作業が行えるものがあり、PowerTone (CELSYS) やトーンジェネレーターなどのプラグインにより更に高度なトーン処理を実現する物もある。

これらのソフトウェアで利用するためのトーンの画像データのみを収録した素材集も発売されている。